# Békefi Antal Attila
Békefi Antal Attila (Veszprém, 1949. december 25. – Szombathely, 2015. január 10.) zenepedagógus, a szombathelyi Bartók Béla Zeneiskola furulya és kamarazene tanára, furulyatanszakának egykori vezetője, a szombathelyi zenei élet jelentős alakja, a Savaria Régi Zene Műhely szervezője, a Tinódi Alapítvány kuratóriumának elnöke.

## Élete
Középfokú zenei tanulmányait 1964 és 1968 között végezte a győri Zeneművészeti Szakiskolában. Alsófokú fuvola-, szolfézs- és általános iskolai énektanári oklevelét a Liszt Ferenc Zeneművészeti Főiskola Zeneiskolai Tanárképző Intézet Győri Tagozatán szerezte 1968 és 1971 között. 1971-től 1977-ig a Kőszegi Zeneiskola tanára. 1975-ben kezdett tanítani a szombathelyi Bartók Béla Zeneiskolában fuvola, furulya, kamarazene és zeneirodalom tárgyakat, 2000-től furulya tanszakvezető. 1977-től 1996-ig óraadóként tanított fuvolát a Berzsenyi Dániel Tanárképző Főiskola Ének-zene Tanszékén. A Szombathelyi Zeneművészeti Szakközépiskolában az 1978/79. tanévben fuvola, az 1983/84. tanévben furulya és 1982-ben zeneirodalom tárgyakat oktatott óraadó tanárként. 1984-ben megalapította a Szombathelyi Régizene Együttest. Éveken keresztül volt szervezője és vezetője a Savaria Régi Zene Műhelynek. 1990 és 1998 között a Szombathelyi Fiú Énekiskolában tanított furulyát. Élete végéig aktív pedagógiai munkát végzett.

## Publikációk
- Ó, nézd, mily szép az élet (hangdok.). Budapest: Hungaroton, 1981.
- Békefi Antal Attila: A szombathelyi Bartók Béla Zeneiskola évkönyve az 1989/90. tanévről / közrem.: Békefi Antal Attila; szerk.: Békefi Antal Attila. Szombathely, 1990.
- 85 éves a szombathelyi Bartók Béla Zeneiskola / szerk. Békefi Antal Attila. Szombathely: Bartók Béla Zeneiskola, 1995.
- Dalok és táncok a reneszánsz Európából (hangdok.) / vez. Békefi Antal Attila. Szombathelyi Régizene Együttes. S.l.: do-lá stúdió, 1996.
- "... Vidékre is kell a jó muzsikus... " (elektronikus dok.): 90 éves a szombathelyi Bartók Béla Zeneiskola / szerk. Békefi Antal. Szombathely: Bartók Béla Zeneiskola Alapítvány, 1999.
- Békefi Antal: Munkaritmus, munkarigmus, munkadal / szerk. Békefi Antal Attila; a szerk. mtársa Antalné Oszvald Zsuzsanna; graf. Masszi Ferenc. Budapest: Hagyományok Háza, 2005.
- 100 éves a szombathelyi Bartók Béla Zeneiskola / szerk. Mohlné Ódor Gabriella, Békefi Antal Attila. Szombathely: Bartók Béla Zeneiskola, 2009.

## Díjak, kitüntetések
- Látássérültek Nemzetközi Zenei Versenye – Különdíj (Prága, 1975)
- Zenetanárok Kamarazene Fesztiválja (Kaposvár, 1976) (Békefi Antal Attila, Horváth Guidóné, Békefi Cecília)
- Vas megye Tanácsa Végrehajtó Bizottságának Művelődésügyi Osztálya: Vas Megye Kulturális Életében végzett kiemelkedő munkájáért (1988)
- Zenetanárok Kamarazene Fesztiválja (Kaposvár, 1988) (Békefi Antal Attila, Brandisz Márton, Szabó Zoé, Pék Marianna)
- Szocialista Kultúráért (1982)
- Rádió Népzenei Műsorszerkesztő verseny I. (Ünnepnapok, hétköznapok Vas megyében)
- Szombathely MJV Közgyűlése: Kiváló pedagógus munkáért I. fokozat (1994)
- Dr. Kiss Gyula Egyesület: Közösségi kultúráért cím (1997)
- Szombathely MJV Közgyűlése: Kiemelkedő kulturális munkáért I. fokozat (2000)
- Tanári Különdíj az Országos Furulyaversenyen (1995, 2010, 2013)[2]
- Bartók Béla Zeneiskola tantestülete: Tibold Iván díj (2007)
- Magyar Zeneiskolák és Művészeti Iskolák Szövetsége: „Magyar Művészetoktatásért” Plakett – egyéni díj (2010)[3]
- Különdíj: Az Esterházy Pál Alapítvány Kuratóriuma a régi zene, a furulyatanítás terén való munkálkodásáért, ezüst J. Haydn-emlékérmet ajándékozta.